# Stringers in The Night
Stringers in The Night est un groupe de blues français, originaire d'Île-de-France. Composé de Gérard Chaumarel et d'Arnaud Vandevoorde, le duo écrit ses propres chansons. Le groupe est inactif depuis 2017.

## Biographie
En 2003, ils remportent le Tremplin national Blues sur Seine dans la catégorie acoustique ainsi que le prix spécial du FestiBlues international de Montréal où ils sont allés jouer en août 2004 et publie leur premier album. En 2006, le groupe publie son deuxième album intitulé Amis du blues, toujours à la guitare mais avec un peu plus d'electro ainsi qu'un batteur et un pianiste. Pour l'occasion Mike Lécuyer leur a écrit 2 textes.
Depuis 2010, le duo joue régulièrement avec Mike Lécuyer à l'occasion de festivals (Gresiblues Festival, Cahors Blues Festival, La Bonneville du Blues, Blues sur Seine, Nogent-le-Rotrou, etc.).

## Style musical
leur style musical est considéré par Actu.fr de « jazzy ».

## Discographie

### Albums studio
- 2004 : Stringers in the Night
- 2006 : Amis du blues

### Participations
- 2004 : Collectif Tremplin 2003 Blues sur Seine (2 titres)
- 2008 : Collectif Blues sur Seine fête ses 10 ans (double CD réf. BSS 17, avec une composition originale Senior Swing)
- 2013 : CD L'heure bleue de Mike Lécuyer avec le titre Couleurs de l'âme
- 2017 : CD 5 de Mike Lécuyer avec les musiques de Pub à la radio, C'est quand qu'on est vieux, Au Comptoir du Blues, En sortant du studio, À quel âge est-on immortel ?'